# Jean de Bodt

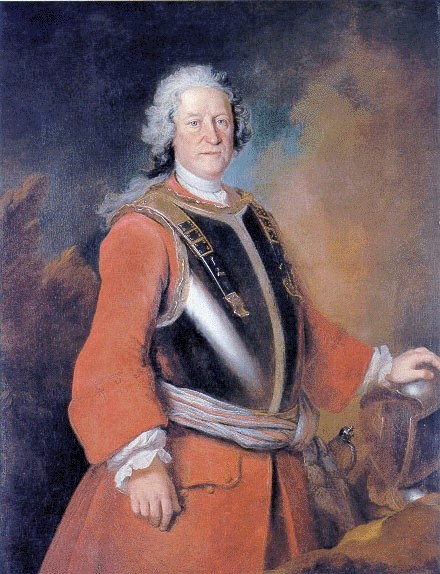
Jean de Bodt.

Jean de Bodt, född 1670 i Paris, död 3 januari 1745, var en tysk officer och arkitekt.
Jean de Bodt utbildades i Frankrike, Nederländerna och England till fortifikationsarkitekt och kom 1698 till Berlin, där han gynnades av Fredrik I av Preussen och fick uppsikt över landets byggnadsverksamhet. Han fullbordade bland annat byggandet av tyghuset i Berlin och slottet i Potsdam och uppförde befästningsverk. År 1728 kallades han av Fredrik August I av Sachsen till Dresden, där han blev generalintendent för byggnadsverksamheten. De Bodts stil är mer stram och klassisk än övrig tysk barockstil.